# 2299 Hanko
A 2299 Hanko (ideiglenes jelöléssel 1941 SZ) a Naprendszer kisbolygóövében található aszteroida. Yrjö Väisälä fedezte fel 1941. szeptember 25-én.